# بندر العنزی
بندر العنزی (عربی: بندر العنزي؛ زادهٔ ۱۱ اوت ۱۹۸۷) یک بازیکن فوتبال اهل عربستان سعودی است.
از باشگاه‌هایی که در آن بازی کرده‌است می‌توان به الهلال عربستان، هجر عربستان، و هجر عربستان، اشاره کرد.